# Malc de Cartago
Malc (llatí: Malchus; grec antic: Μάλχος o Μάλιχος) fou un general cartaginès del qual explica l'historiador Justí que va ser dels primers que va estendre el poder de la ciutat de Cartago, primer en guerres contra les tribus númides i més tard amb la dominació sobre part de Sicília.
Després va anar a Sardenya on fou derrotat en una gran batalla, raó per la qual fou desterrat pel senat cartaginès. En revenja es va revoltar i amb el seu exèrcit va assetjar la ciutat de Cartago; el seu fill Cartal va intentar fer de mediador i Malc el va fer crucificar a la vista de les muralles.
Finalment es va apoderar de la ciutat on només va fer matar deu dels principals dirigents i va deixar a la resta en possessió dels seus càrrecs. Aquests van anar girant la situació fins que el van poder portar a judici i el van condemnar a mort.
La cronologia d'aquests esdeveniments és desconeguda però se suposa que fou a la primera meitat del segle vi aC. Pau Orosi, que va fer un epítom de l'obra de Justí, situa els fets en temps de Cir el Gran, però probablement és una conjectura d'un text de Justí que situa Malc com a segon en el comandament de Magó de Cartago.